# Фестиваль американського кіно «Незалежність»
Фестиваль американського кіно “Незалежність” (AIFF) - щорічний український кінофестиваль, започаткований за ініціативою Посольства США в Києві у листопаді 2011 року. Фестиваль поєднує американські ігрові й документальні фільми, які розповідають історію Америки, висвітлюючи її цінності й демонструючи силу незалежної думки та свободи слова. Одна з головних частин фестивалю – паралельна програма тематичних обговорень і майстер-класів. Гасло фестивалю «Незалежне кіно для незалежних людей».

## Кінобус
Для того, щоб більше людей мали можливість побачити найкращі американські документальні фільми, фестиваль з ініціативою «Кінобус» влітку вирушає у подорож містами України. Під час виїзного фестивалю в маленьких містечках України відбуваються покази фільмів, майстер-класи, лекції та обговорення.

## Інді Лаб
Одним з проєктів організаторів фестивалю є Інді Лаб. Лабораторія започаткована 2013 року за підтримки Посольства США в Україні. Протягом двох щорічних сесій учасники з різних регіонів України працюють над монтажем короткометражних документальних фільмів. Результатом їхньої роботи в рамках лабораторії є 10 короткометражних документальних стрічок щороку. У перетворенні задуму на завершену короткометражну документальну стрічку авторам допомагають наставники-кінематографісти з України та США. Учасниками лабораторії створено понад 30 документальних фільмів, що відвідали понад 50 міжнародних фестивалів.

## Останній фестиваль 2018 року
З 27 лютого по 5 березня у Києві відбувся 8-й фестиваль американського кіно “Незалежність”. У програмі заходу були гучні номінанти на “Оскар”, володарі “Золотого глобуса” і фільми, які вже отримали визнання на головних світових фестивалях. Крім ігрових стрічок у рамках “Незалежності” також була окрема програма документального кіно. Усі покази пройшли у культурному центрі “Кінотеатр Київ”.
Відкрила фестиваль комедійна драма Шона Бейкера “Проєкт “Флорида”. Гучною прем’єрою на фестивалі стала драма “Три білборди за межами Еббінґа, Міссурі”.
Інша фестивальна картина, спортивна драма “Справжній Рокі” з Елізабет Мосс та Наомі Воттс. На фестивалі “Незалежність” також показали комедію, що стала до вподоби глядачам кінофестивалю “Санденс”, де стрічка номінувалася на приз глядацьких симпатій. Мова йде про «Один до одного» Дастіна Ґай Дефа.